# Вилга, Людвик
Людвик Вилга (ум. 1797) — государственный, политический и военный деятель Речи Посполитой, державец ветельский (1750), староста грабовецкий (1757—1795), ротмистр Национальной кавалерии, последний воевода черниговский (1783—1795).

## Биография
Представитель польского шляхетского рода Вилга герба «Боньча». Сын подкомория дерптского и генерал-майора Франтишека Фабиана Вилги и Теофилы Ерузельской, дочери подстолия подляшского. Унаследовал от своего отца часть села Лешно на Холмщине, а от матери — село Голобы на Волыни. Также ему принадлежало львовское предместье (Ямполь).
Владел Грабовецким староством, в состав которого входили одно местечко и два села. В 1750 году был избран комиссаром скарбового коронного трибунала. В 1764 году поддержал избрание Станислава Августа Понятовского на польский престол. В 1762 и 1766 годах дважды избирается послом (депутатом) на сейм от Белзского воеводства. В 1767 году основал греко-католический монастырь в Пухинах на Волыни. В 1778 году стал кавалером Ордена Святого Станислава, в 1783 году был награждён Орденом Белого Орла. В 1782 году на львовском суде подтвердил своё шляхетское происхождение. В 1783 году получил титулярную должность воеводы черниговского и стал сенатором Речи Посполитой.
Был женат на Марианне Потоцкой, дочери старосты львовского Иоахима Потоцкого (1700—1764) и Евы Каневской.